# Печатка Оклахоми

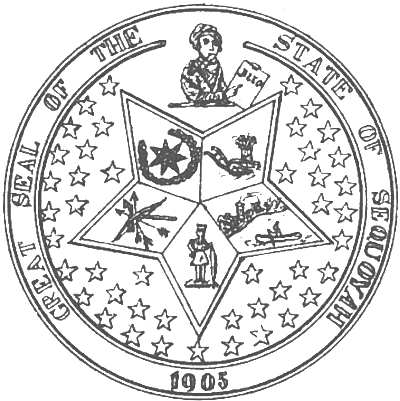
Велика печатка нествореного штату Секвоя

Велика печатка штату Оклахома (англ. The Great Seal of the State of Oklahoma) — один з державних символів штату Оклахома, США. 

## Опис
Державна печатка штату Оклахома являє собою укладену в колі п'ятипроменеву зірку та містить шість невеликих печаток: 
- У центрі зірки розташована печатка колишньої Території Оклахома з написом латиною « Праця все перемагає » («Labor Omnia Vincit»). Знаменує собою правосуддя та державну влада фігура Колумбії знаходиться між стоячим праворуч фермером епохи раннього освоєння земель та американським індіанцем, стоячим ліворуч від неї. Рукостискання індіанця та фермера на тлі Колумбії символізує рівні права між корінними жителями та поселенцями як в самому штаті Оклахома, так і на рівні Федерального уряду країни. Перед стоячими фігурами розташований ріг достатку, вся композиція оточена оливковими гілками — символом прогресу та цивілізації.
- П'ять променів зірки державної печатки штату Оклахома містять зображення символіки П'яти цивілізованих племен — черокі, чикасо, чокто, кріки, семинолів, які мають значне поширення в штаті Оклахома і в наші дні. 
  - У верхньому лівому промені розташоване зображення печатки черокі, що складається з великої семипроменевої зірки, оточеної вінком з дубового листя. Сім променів зірки уособлюють сім стародавніх кланів цього індіанського народу, дубовий вінок — процес підтримки священного вогню у стародавніх черокі за допомогою гілок листяних дерев, широко поширених в районах колишнього місця проживання індіанців. Дуб, як джерело священного вогню, символізував у черокі силу і вічне життя.
  - Верхній промінь займає символіка племені чикасо, що являє собою індіанського воїна в повному обладунку з двома стрілами в правій руці, довгим луком в лівій та великим круглим щитом на плечі. Дві стріли символізують дві основні фратрії народу — Іспанську та Пантери[2], лук і щит воїна означають його походження з «Будинку воїнів».
  - Печатка народу чокто розташована в правому верхньому промені Великий друку штату Оклахома та містить зображення лежачих разом ненатягнутого лука, трьох стріл та предмета, об'єднуючого в собі дві протилежності — томагавк та курильну трубку миру. Незважаючи на свою мирну в цілому історію, чокто мали гарну військову підготовку та належним чином захищали свої поселення від ворогів. Незаряджений лук також з одного боку уособлює відсутність войовничих спонукань, з іншого — готовність до оборонних дій. Три стріли символізують трьох головних вождів народу чокто.
  - У лівому нижньому промені розташований друк народу кріки, що складається з снопа пшениці та сільськогосподарського плуга — символів процвітання народу, з найдавніших часів і по теперішній час займався сільським господарством на своїх територіях.
  - У правому нижньому промені зірки розташована друк народу семинолів, що складається із зображення прикрашеного пір'ям індіанця, що причалюює на каное до берега озера поблизу торгової стоянки. Сцена являє собою давні традиції народу зі збирання, зберігання та продажу або обміну рослин, які використовувалися в подальшому у священних ритуалах племені. Зображення на друку покликане показати світ і достаток народу семінолів.

Навколо великої зірки на державній печатці штату Оклахома розташовані 45 невеликих білих зірок, кількість яких означає число американських штатів, що входили до складу США на момент приєднання штату Оклахома. 46-а за рахунком велика зірка являє собою сам штат.